# Eleição municipal de Castanhal em 2020
A eleição municipal do município de Castanhal em 2020 ocorreu no dia 15 de novembro com o objetivo de eleger um prefeito, um vice-prefeito e 20 vereadores responsáveis pela administração da cidade para o mandato a se iniciar em 1° de janeiro de 2021 e com término em 31 de dezembro de 2024.
O candidato do MDB, Paulo Titan, derrotou o prefeito e candidato à reeleição Pedro Coelho, do Cidadania, por 2.400 votos de vantagem (26.857 contra 24.457), voltando ao cargo exercido por 4 mandatos.
Entre os vereadores, Maria de Jesus (PTB) foi a candidata mais votada, com 2.159 votos, enquanto Paula Titan (MDB), filha do prefeito eleito, foi a segunda vereadora eleita com maior votação (1.845 votos).

## Contexto político e pandemia
As eleições municipais de 2020 estão sendo marcadas, antes mesmo de iniciada a campanha oficial, pela pandemia do coronavírus SARS-CoV-2 (causador da COVID-19), o que está fazendo com que os partidos remodelem suas metodologias de pré-campanha. O Tribunal Superior Eleitoral (TSE) autorizou os partidos a realizarem as convenções para escolha de candidatos aos escrutínios por meio de plataformas digitais de transmissão, para evitar aglomerações que possam proliferar o vírus. Alguns partidos recorreram a mídias digitais para lançar suas pré-candidaturas. Além disso, a partir deste pleito, será colocada em prática a Emenda Constitucional 97/2017, que proíbe a celebração de coligações partidárias para as eleições legislativas, o que pode gerar um inchaço de candidatos ao legislativo. Conforme reportagem publicada pelo jornal Brasil de Fato em 11 de fevereiro de 2020, o país poderá ultrapassar a marca de 1 milhão de candidatos a prefeito, vice-prefeito e vereador neste escrutínio, o que não seria necessariamente bom, na opinião do professor Carlos Machado, da UnB (Universidade de Brasília): “Temos o hábito de criticar de forma intensa a coligação partidária, sem parar para refletir sobre os elementos positivos dela. O número de candidatos que um partido pode apresentar numa eleição, varia se ele estiver dentro de uma coligação, porque quando os partidos participam de uma coligação, eles são considerados como um único partido", afirmou Machado na reportagem.

## Candidaturas
| Nº | Candidato        | Partido   | Candidato a vice                  | Cargos relevantes ou profissão                                                         | Coligação                                                                      |
| -- | ---------------- | --------- | --------------------------------- | -------------------------------------------------------------------------------------- | ------------------------------------------------------------------------------ |
| 12 | Junior Hage      | PDT       | Carlos Rosa (PV)                  | Deputado estadual (2011–)                                                              | "Frente Ampla em Defesa do Povo" (PDT, PV, PODE, Solidariedade e PCdoB)        |
| 15 | Paulo Titan      | MDB       | Ênio Monteiro (PSB)               | Prefeito de Castanhal (1983–1988, 1997–2005 e 2013–2017), Deputado federal (1991–1997) | "Experiência e Renovação para Castanhal" (MDB, PSB, PT, Avante e Republicanos) |
| 20 | Nélio Amorim     | PSC       | Valdemir Oliveira (PMN)           | Administrador                                                                          | "Uma Nova História para Castanhal" (PSC, PMN e PSL)                            |
| 22 | Edivam Damasceno | PL        | Naza Lira (PL)                    | Vereador (2013–)                                                                       | "A Castanhal que eu Quero" (PL, PTC e PROS)                                    |
| 23 | Pedro Coelho     | Cidadania | Landry (Cidadania)                | Prefeito de Castanhal (2017–)                                                          | Partido não coligado                                                           |
| 35 | Dr. Pedro Abreu  | PMB       | Cláudia Nascimento (PMB)          | Advogado                                                                               | Partido não coligado                                                           |
| 50 | Professor Alacid | PSOL      | Professora Ilmara Oliveira (PSOL) | Professor de Ensino Médio                                                              | Partido não coligado                                                           |
| 55 | Dra. Mylene      | PSD       | Luciana Castanheira (DEM)         | Médica                                                                                 | "Cuidando de Castanhal" (PSD, DEM, PRTB, PTB e PP)                             |

## Resultados

### Prefeitura
| Candidato(a)           | Candidato(a)             | Vice                              | 1º turno 15 de novembro de 2020 | 1º turno 15 de novembro de 2020 | 2º turno 29 de novembro de 2020 | 2º turno 29 de novembro de 2020 |
| Candidato(a)           | Candidato(a)             | Vice                              | Total                           | Porcentagem                     | Total                           | Porcentagem                     |
| ---------------------- | ------------------------ | --------------------------------- | ------------------------------- | ------------------------------- | ------------------------------- | ------------------------------- |
|                        | Paulo Titan (MDB)        | Ênio Monteiro (PSB)               | 26.857                          | 26,97%                          |                                 |                                 |
|                        | Pedro Coelho (Cidadania) | Landry (Cidadania)                | 24.457                          | 24,56%                          |                                 |                                 |
|                        | Dra. Mylene (PSD)        | Luciana Castanheira (DEM)         | 19.016                          | 19,10%                          | Não participaram                | Não participaram                |
|                        | Junior Hage (PDT)        | Carlos Rosa (PV)                  | 14.531                          | 14,59%                          | Não participaram                | Não participaram                |
|                        | Nélio Amorim (PSC)       | Valdemir Oliveira (PSC)           | 9.799                           | 9,84%                           | Não participaram                | Não participaram                |
|                        | Edivam Damasceno (PL)    | Naza Lira (PL)                    | 3.065                           | 3,08%                           | Não participaram                | Não participaram                |
|                        | Professor Alacid (PSOL)  | Professora Ilmara Oliveira (PSOL) | 1.753                           | 1,76%                           | Não participaram                | Não participaram                |
|                        | Dr. Pedro Abreu (PMB)    | Cláudia Nascimento (PMB)          | 100                             | 0,10%                           | Não participaram                | Não participaram                |
| Total de votos válidos | Total de votos válidos   | Total de votos válidos            | 99.578                          | 94,49%                          |                                 | 100%                            |
| → Votos em branco      | → Votos em branco        | → Votos em branco                 | 2.054                           | 1,95%                           |                                 |                                 |
| → Votos nulos          | → Votos nulos            | → Votos nulos                     | 3.752                           | 3,56%                           |                                 |                                 |
| Total de votos         | Total de votos           | Total de votos                    | 105.384                         |                                 |                                 |                                 |
| Abstenções             | Abstenções               | Abstenções                        | 24.574                          | 18,91%                          |                                 |                                 |
| Total de inscritos     |                          |                                   |                                 |                                 |                                 |                                 |

## Vereadores eleitos
| Candidato eleito  | Partido   | Votação | Porcentagem | Cidade onde nasceu | Unidade federativa |
| Maria de Jesus    | PTB       | 2.159   | 2,16%       | Inhangapi          | Unidade federativa |
| Paula Titan       | MDB       | 1.845   | 1,85%       | Castanhal          | Unidade federativa |
| Rafael Galvão     | PSDB      | 1,800   | 1,80%       | Castanhal          | Unidade federativa |
| Diego Saliba      | PDT       | 1.546   | 1,55%       | Castanhal          | Unidade federativa |
| Vania Nascimento  | PDT       | 1.543   | 1,54%       | Castanhal          | Unidade federativa |
| Naldo Imperial    | PSD       | 1.528   | 1,53%       | Coroatá            | Maranhão           |
| Professor Leite   | PROS      | 1.516   | 1,52%       | Bonito             | Pará               |
| Nivan Noronha     | DEM       | 1.340   | 1,34%       | Parambu            | Ceará              |
| Reginaldo Mota    | MDB       | 1.293   | 1,29%       | Castanhal          | Pará               |
| Adonay Felix      | PV        | 1.289   | 1,29%       | Ourém              | Pará               |
| Everton Matos     | PV        | 1.270   | 1,27%       | Castanhal          | Pará               |
| Marlon do Dama    | PSC       | 1.265   | 1,27%       | Castanhal          | Pará               |
| Professor Rosimar | PSD       | 1.201   | 1,20%       | Castanhal          | Pará               |
| Zé do Ovo         | PSB       | 1.169   | 1,17%       | Capitão Poço       | Pará               |
| Nenca da Cohab    | PSD       | 1.166   | 1,17%       | Castanhal          | Pará               |
| Chico Branco      | Cidadania | 1.135   | 1,14%       | Castanhal          | Pará               |
| Café              | PP        | 1.125   | 1,13%       | Castanhal          | Pará               |
| Elizeu Franco     | PL        | 987     | 0,99%       | Castanhal          | Pará               |
| Zezinho Lima      | PSD       | 936     | 0,94%       | Castanhal          | Pará               |
| Pingá             | Cidadania | 845     | 0,85%       | Castanhal          | Pará               |
| Sérgio Leal       | PSDB      | 793     | 0,79%       | Terra Alta         | Pará               |